# Klisa (Lipik)
Klisa is een plaats in de gemeente Lipik in de Kroatische provincie Požega-Slavonië. De plaats telt 57 inwoners (2001).